# Frommer Stop
A Frommer Stop é uma pistola húngara de ferrolho rotativo e de ação por recuo longo fabricada pela Fémáru, Fegyver és Gépgyár (FÉG) (Fábrica de Metal, Armas e Máquinas) em Budapeste. Foi projetada por Rudolf Frommer, e seu projeto original foi adotado como o Pisztoly 12M em 1912, criado para o Exército Real Húngaro. A arma foi fabricada em várias formas de 1912 a 1945 e usada nas Forças Armadas da Hungria, bem como, durante a Primeira Guerra Mundial, pelo Exército Otomano em quantidades limitadas. A Stop tem 165 mm de comprimento com um cano estriado de 4 ranhuras de 95 mm. O peso dela descarregada é de 610 g e o carregador destacável comporta sete cartuchos.
A Stop incorporou características de projeto das pistolas Frommer anteriores, incluindo a modelo 1901 (M1901) e M1904 derivada da pistola Roth–Theodorovic. A predecessora da M1911, a pistola Stop tinha câmara para o cartucho de 7,65 mm (calibre .32) com uma crimpagem no invólucro na base da bala. O disparo atingia uma velocidade de 280 m/s da arma. Frommer redesenhou a pistola com um layout mais convencional. Patenteada em 1912, esta variante foi produzida de 1919 a 1939, sob o nome de Pisztoly 19M. Foi adotada como a arma curta oficial das Forças Armadas da Hungria. A última variante da Stop, a Pisztoly 39M, foi produzida em 9mm Kurz (.380 ACP); no entanto, nunca foi adotada como uma pistola de serviço.

## Variante de pistola-metralhadora
A partir de 1916, os austro-húngaros fizeram várias tentativas de replicar a submetralhadora italiana Villar Perosa. Em 1917, a FÉG converteu duas pistolas Frommer Stop .380 em pistolas-metralhadoras com carregadores de 25 cartuchos e as encaixou lado a lado em um suporte central com um tripé. As pistolas-metralhadoras foram montadas de cabeça para baixo e os reténs dos carregadores foram ampliados para facilitar o descarregamento. Os gatilhos foram removidos e as armas eram operadas por um conjunto de hastes conectadas às garras da montaria, que engatavam diretamente nas travas. Os canos foram alongados e os mecanismos de engatilhamento foram redesenhados como braços salientes, que eram acionados por um conjunto de alavancas retráteis articuladas.
Esta submetralhadora Frommer foi projetada para ser usada como uma metralhadora de apoio leve igual a arma italiana. Embora tenha sido testadoa pelo Exército Austro-Húngaro, não teve sucesso e foi fabricada apenas em pequenas quantidades. A pistola-metralhadora Frommer foi sucedida mais tarde em 1917 pela mais bem-sucedida Sturmpistole, uma cópia direta da Villar Perosa.

## Operadores
- Áustria-Hungria
- Império Otomano
- Hungria